# إدارة سانتاندير
إدارة سانتاندير واحدة من 32 إدارة في كولومبيا، تقع في الشمال الشرقي لكولومبيا في منطقة الأنديز. هي التقسيم السياسي والإداري السادس من حيث تعداد السكان والرابعة في الاقتصاد الوطني من حيث رأس المال. تُعد عاصمتها بوكارامانغا المدينة التاسعة في عدد السكان والمنطقة الخامسة المأهولة بأكثر عدد من السكان.
يبلغ عدد السكان 2,071,016 وفق تعداد 2016.
يحدها من الشمال إدارات نورتي دي سانتاندير وثيسار وبوليبار، ومن الغرب أنتيوكيا ومن الجنوب بوياكا والشرق بوياكا ونورتي دي سانتاندير.
اسمها الرسمي هو إدارة سانتاندير وقد مُنح هذا الاسم تكريمًا لبطل الاستقلال لغرناطة الجديدة فرانثيسكو دي باولا سانتاندير.
تقع إدارة كولومبيا في القطاع الشمالي الشرقي من جبال الأنديز الكولومبية. وتتكون من 87 بلدية وبلدتان ذات الطابع الريفي و477 نقطة تفتيش ومرور. وتتجمع هذه الكيانات في ستة اقاليم وهم كومونيرا وجارثيا روبيرا وجوانينتا وماريس وسوتو وبيليث.

## أعلام
- غويلرمو كوينتيرو كالديرون
- لويس إنريكي ديلغادو
- جيراردو مونكادا